# Melicytus flexuosus
Melicytus flexuosus là một loài thực vật thuộc họ Violaceae. Đây là loài đặc hữu của New Zealand.